# Chikkamathali, Shimoga
Chikkamathali là một làng thuộc tehsil Shimoga, huyện Shimoga, bang Karnataka, Ấn Độ.